# PR-LP 8
El sendero PR-LP 8 es un sendero de Pequeño Recorrido en La Palma (Canarias, España) que une el Pico de la Cruz con Barlovento.
La longitud total del recorrido es de 17200 metros. Hay 1810 metros de desnivel.